# 崔梲
崔梲，字子文，博陵安平人，五代政治人物，出身於著名士族博陵崔氏。

## 生平
崔梲於後梁貞明三年舉進士，任開封尹王瓚的從事。崔梲父親崔涿有疾病，對親友說：「死生有命，不用治療了。」崔梲對此極為擔心，每當有客人上門拜訪，崔梲就在門外哭泣著拜託客人勸父親吃藥，然而崔涿終究沒有接受治療。崔涿去世後，崔梲非常哀傷。後唐明宗兩次下達任命崔梲監察御史的詔命，崔梲才接受了官職，後來歷任都官郎中、翰林學士等。
後晉時崔梲擔任戶部侍郎學士承旨。有一次崔梲草擬的制書被宰相桑維翰修改，崔梲援引唐朝的慣例，學士草擬的制書如果被修改，代表應該解除職務。於是引經據典跟桑維翰爭辯，桑維翰辯不過他。桑維翰後來讓崔梲主持天福二年貢舉，過程中，崔梲誤會以為桑維翰為孔英關說，於是錄取了孔英，由於孔英名聲很差，崔梲為此受到批評而罷學士。之後歷任尚書左丞、太常卿。唐末大亂，當時禮樂制度多有缺失，後晉高祖命太常恢復文武二舞，崔梲與御史中丞竇貞固、刑部侍郎呂琦、禮部侍郎張允等草定之，後晉高祖很滿意。崔梲因風痹之疾，改官太子賓客分司西京，六十八歲時去世。

## 延伸阅读
[在维基数据编辑]
 《舊五代史·卷93》，出自薛居正《舊五代史》
 《新五代史/卷55》，出自歐陽修《新五代史》